# Alepocephalidae

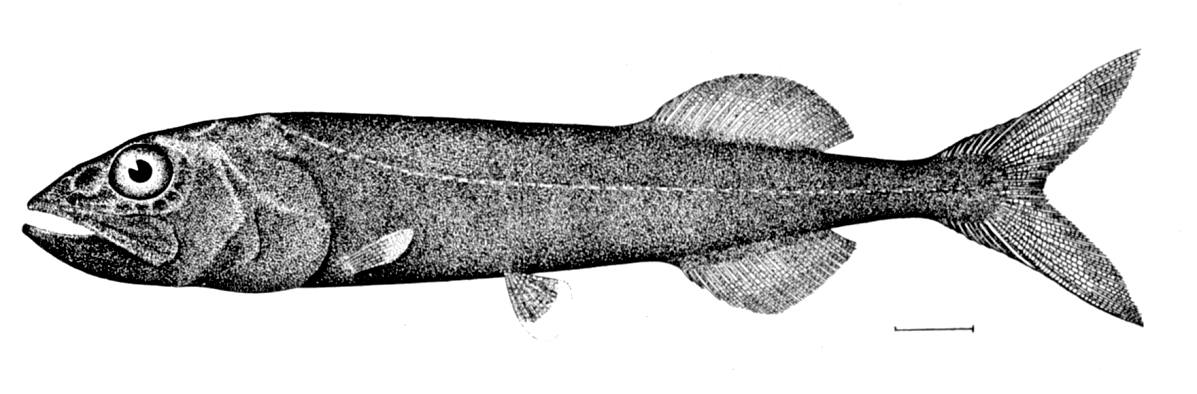
Rouleina attrita.

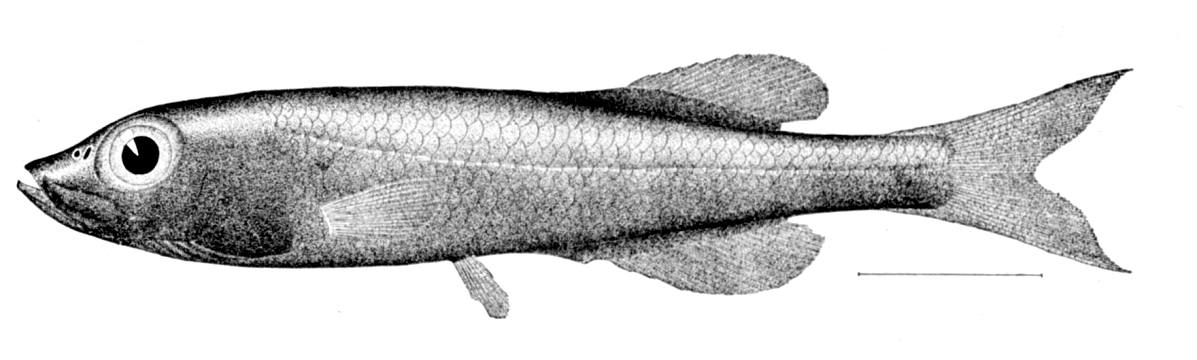
Talismania antillarum.

Los alepocefálidos (Alepocephalidae) son una familia de peces marinos distribuidos por todo el océano Pacífico, costa este del océano Atlántico y oeste del Índico. Su nombre procede del griego: alepos (sin escamas) + kephale (cabeza).
Hasta fecha reciente esta familia era incluida en el orden Argentiniformes, pero tanto ITIS como FishBase basado en estudios más recientes los clasifica dentro del orden Osmeriformes.
Normalmente tienen los dientes muy pequeños; largas y numerosas filas de branquias.
El hábitat más común para encontrarlos es a profundidades por debajo de los 1000 metros.

## Géneros
Existen cerca de cien especies, agrupadas en los 19 géneros siguientes:
- Alepocephalus (Risso, 1820)
- Asquamiceps (Zugmayer, 1911)
- Aulastomatomorpha (Alcock, 1890)
- Bajacalifornia (Townsend y Nichols, 1925)
- Bathylaco Goode y Bean, 1896
- Bathyprion (Marshall, 1966)
- Bathytroctes (Günther, 1878)
- Conocara (Goode y Bean, 1896)
- Einara (Parr, 1951)
- Herwigia Nielsen, 1972
- Leptoderma (Vaillant, 1886)
- Microphotolepis (Sazonov y Parin, 1977)
- Mirognathus (Parr, 1951)
- Narcetes (Alcock, 1890)
- Photostylus (Beebe, 1933)
- Rinoctes (Parr, 1952)
- Rouleina (Jordan, 1923)
- Talismania (Goode y Bean, 1896)
- Xenodermichthys (Günther, 1878)